# I Know You Got Soul
Singles de Eric B. & Rakim
I Ain't No Joke
(1987) Move the Crowd
(1987)
I Know You Got Soul est une chanson du duo de hip-hop américain Eric B. & Rakim extraite de leur premier album Paid in Full, sorti sur le label 4th & B'way Records le 7 juillet 1987.
La chanson est également sortie en single,. Elle a débuté à la 49e place du classement Hot Dance/Disco du magazine américain Billboard dans la semaine du 4 juillet et a atteint la 39e place pour la semaine du 25 juillet.
En 2004, Rolling Stone a classé cette chanson 386e sur sa liste des « 500 plus grandes chansons de tous les temps ». En 2010, le magazine rock américain a mis à jour sa liste, classant la chanson 396e.